# Жіноча юніорська збірна Австрії з хокею із шайбою
Жіноча юніорська збірна Австрії з хокею із шайбою — національна жіноча юніорська команда Австрії, що представляє країну на міжнародних змаганнях з хокею із шайбою. Командою опікується Федерація хокею Австрії.

## Виступи на чемпіонатах світу
| Рік  | І | В   | П   | Н | ШЗ | ШП | О  | Місце                               |
| ---- | - | --- | --- | - | -- | -- | -- | ----------------------------------- |
| 2009 | 4 | 1   | 3   | 0 | 8  | 13 | 3  | 4 місце (Дивізіон І)                |
| 2010 | 5 | 2   | 3   | 0 | 16 | 14 | 6  | 4 місце (Дивізіон І)                |
| 2011 | 5 | 3   | 2   | 0 | 19 | 14 | 9  | 3 місце (Дивізіон І)                |
| 2012 | 5 | 4*  | 1   | 0 | 16 | 9  | 11 | 2 місце (Дивізіон І)                |
| 2013 | 5 | 0   | 5   | 0 | 7  | 25 | 0  | 6 місце (Дивізіон І)                |
| 2014 | 4 | 4   | 0   | 0 | 21 | 3  | 12 | 1 місце (Дивізіон І - кваліфікація) |
| 2015 | 5 | 0   | 5   | 0 | 6  | 19 | 0  | 6 місце (Дивізіон І)                |
| 2016 | 4 | 4   | 0   | 0 | 23 | 3  | 12 | 1 місце (Дивізіон І, кваліфікація)  |
| 2017 | 5 | 2   | 3   | 0 | 7  | 16 | 6  | 5 місце (Дивізіон ІА)               |
| 2018 | 5 | 2   | 3   | 0 | 10 | 17 | 6  | 4 місце (Дивізіон ІА)               |
| 2019 | 5 | 1*  | 4   | 0 | 3  | 12 | 2  | 6 місце (Дивізіон ІА)               |
| 2020 | 5 | 4*  | 1   | 0 | 14 | 3  | 11 | 2 місце (Дивізіон ІВ)               |
| 2022 | 4 | 3   | 1^  | 0 | 18 | 5  | 10 | 1 місце (Дивізіон ІВ)               |
| 2023 | 5 | 1*  | 4^^ | 0 | 6  | 11 | 4  | 5 місце (Дивізіон ІА)               |
| 2024 | 5 | 3** | 2^  | 0 | 10 | 11 | 8  | 4 місце (Дивізіон ІА)               |
| 2025 | 5 | 1*  | 4^  | 0 | 12 | 15 | 3  | 6 місце (Дивізіон ІА)               |

*Включає в себе перемогу в додатковий час

^Включає в себе поразку в додатковий час